# Philonotis lancifolia
Philonotis lancifolia är en bladmossart som beskrevs av Mitten 1864. Philonotis lancifolia ingår i släktet källmossor, och familjen Bartramiaceae. Inga underarter finns listade i Catalogue of Life.